# Filip Chlapík
Filip Chlapík (* 3. června 1997, Praha) je český hokejový útočník. V juniorských letech působil v Liberci nebo na Spartě. Byl draftován ve druhém kole draftu NHL 2015 jako 48. celkově týmem Ottawa Senators.

## Hráčská kariéra
Svou premiéru si odbyl 27.10.2017 proti Phiadelphii Flyers. Proti té zaznamenal svou první asistenci již po 4 sekundách kdy po buly předal puk na modrou Dionu Phaneufovi který prostřelil českého brankáře Michala Neuvirtha. Svůj první gól v NHL vstřelil 23. března 2018 proti Edmontonu, byl to jeho celkově dvanáctý zápas v NHL. Ottawa prohrála 2:6.
V roce 2018 poprvé bojoval o místo na seniorském mistrovství světa v Dánsku, trenér Josef Jandač jej ale nenominoval. V roce 2020 Ottawa umístila Chlapíka na waiver listinu. Krátce poté se Chlapík se svým klubem dohodl na ukončení kontraktu. Sezónu dohrál ve finském celku Pelicans Lahti. Následující ročník se vrátil do klubu HC Sparta Praha, v jejímž dresu se sedmdesáti body ovládl kanadské bodování celé Extraligy, vyhrál rovněž cenu Hokejista sezóny. Vydařený ročník zakončil se stříbrnou medailí na krku, když jeho Sparta nestačila na Třinec, který tak mohl slavit zlatý hattrick. Pro Chlapíka to tak bylo jistě smutné loučení s pražským klubem, už v průběhu sezóny 2021/22 se totiž dohodl s HC Ambri-Piotta, hrající švýcarskou NLA.

## Ocenění a úspěchy
- 2015 CHL - Top Prospects Game
- 2015 QMJHL - QMJHL All-Star Team
- 2015 QMJHL - Nejlepší střelec mezi nováčky
- 2017 QMJHL - Druhý All-Star Tým
- 2022 ČHL - Nejlepší hráč v pobytu na ledě (+/-)
- 2022 ČHL - Nejlepší nahrávač
- 2022 ČHL - Nejlepší střelec
- 2022 ČHL - Nejproduktivnější hráč
- 2022 ČHL - Hokejista sezony
- 2022 ČHL - Nejlepší nahrávač v playoff
- 2022 ČHL - Nejproduktivnější hráč v playoff
- 2025 ČHL - Nejlepší nahrávač
- 2025 ČHL - Nejlepší hráč v pobytu na ledě (+/-)

## Prvenství

### NHL
- Debut - 26. října 2017 (Ottawa Senators proti Philadelphia Flyers)
- První asistence - 26. října 2017 (Ottawa Senators proti Philadelphia Flyers)
- První gól - 22. března 2018 (Ottawa Senators proti Edmonton Oilers, brankáři Cam Talbot)

### ČHL
- Debut - 29. září 2020 (Bílí Tygři Liberec proti HC Sparta Praha)
- První gól - 2. října 2020 (HC Sparta Praha proti Bílí Tygři Liberec, brankáři Petru Kváčovi)
- První asistence - 17. září 2021 (HC Sparta Praha proti HC Oceláři Třinec)
- První hattrick - 26. listopadu 2021 (Mountfield HK proti HC Sparta Praha)

## Statistiky
| Sezóna      | Klub                    | Soutěž      |     | Základní část | Základní část | Základní část | Základní část | Základní část |    | Play off | Play off | Play off | Play off | Play off |
| Sezóna      | Klub                    | Soutěž      | Z   | G             | A             | B             | TM            | Z             | G  | A        | B        | TM       |          |          |
| 2011/12     | Bílí Tygři Liberec 18   | ČHL-18      | 8   | 1             | 4             | 5             | 2             | —             | —  | —        | —        | —        |          |          |
| 2012/13     | Bílí Tygři Liberec 18   | ČHL-18      | 43  | 19            | 31            | 50            | 12            | 5             | 3  | 1        | 4        | 2        |          |          |
| 2013/14     | HC Sparta Praha 18      | ČHL-18      | 5   | 1             | 7             | 8             | 2             | 3             | 2  | 1        | 3        | 2        |          |          |
| 2013/14     | HC Sparta Praha 20      | ČHL-20      | 38  | 16            | 19            | 35            | 22            | 7             | 3  | 3        | 6        | 6        |          |          |
| 2013/14     | HC Stadion Litoměřice   | 1.ČHL       | 1   | 0             | 0             | 0             | 0             | —             | —  | —        | —        | —        |          |          |
| 2014/15     | Charlottetown Islanders | QMJHL       | 64  | 33            | 42            | 75            | 42            | 9             | 1  | 8        | 9        | 10       |          |          |
| 2015/16     | Charlottetown Islanders | QMJHL       | 52  | 12            | 42            | 54            | 50            | 5             | 1  | 1        | 2        | 0        |          |          |
| 2016/17     | Charlottetown Islanders | QMJHL       | 57  | 34            | 57            | 91            | 98            | 13            | 5  | 14       | 19       | 9        |          |          |
| 2017/18     | Ottawa Senators         | NHL         | 20  | 1             | 3             | 4             | 4             | —             | —  | —        | —        | —        |          |          |
| 2017/18     | Belleville Senators     | AHL         | 52  | 11            | 22            | 32            | 47            | —             | —  | —        | —        | —        |          |          |
| 2018/19     | Ottawa Senators         | NHL         | 5   | 1             | 0             | 1             | 4             | —             | —  | —        | —        | —        |          |          |
| 2018/19     | Belleville Senators     | AHL         | 57  | 16            | 18            | 34            | 28            | —             | —  | —        | —        | —        |          |          |
| 2019/20     | Ottawa Senators         | NHL         | 31  | 3             | 3             | 6             | 10            | —             | —  | —        | —        | —        |          |          |
| 2019/20     | Belleville Senators     | AHL         | 37  | 10            | 12            | 22            | 49            | —             | —  | —        | —        | —        |          |          |
| 2020/21     | Ottawa Senators         | NHL         | 1   | 0             | 0             | 0             | 0             | —             | —  | —        | —        | —        |          |          |
| 2020/21     | Belleville Senators     | AHL         | 2   | 0             | 0             | 0             | 6             | —             | —  | —        | —        | —        |          |          |
| 2020/21     | HC Sparta Praha         | ČHL         | 3   | 1             | 0             | 1             | 8             | —             | —  | —        | —        | —        |          |          |
| 2020/21     | Pelicans Lahti          | Liiga       | 11  | 2             | 4             | 6             | 4             | 5             | 2  | 1        | 3        | 16       |          |          |
| 2021/22     | HC Sparta Praha         | ČHL         | 53  | 31            | 39            | 70            | 39            | 16            | 5  | 10       | 15       | 12       |          |          |
| 2022/23     | HC Ambri-Piotta         | NLA         | 50  | 24            | 13            | 37            | 38            | —             | —  | —        | —        | —        |          |          |
| 2023/24     | HC Sparta Praha         | ČHL         | 47  | 22            | 26            | 48            | 32            | 11            | 3  | 7        | 10       | 7        |          |          |
| 2024/25     | HC Sparta Praha         | ČHL         | 49  | 15            | 33            | 48            | 36            | 12            | 4  | 7        | 11       | 10       |          |          |
| ČHL celkově | ČHL celkově             | ČHL celkově | 152 | 69            | 98            | 167           | 115           | 39            | 12 | 24       | 36       | 29       |          |          |
| AHL celkově | AHL celkově             | AHL celkově | 148 | 37            | 51            | 88            | 130           | 0             | 0  | 0        | 0        | 0        |          |          |

## Reprezentace
| Rok             | Tým             | Soutěž          | Z  | G | A | B | TM |
| --------------- | --------------- | --------------- | -- | - | - | - | -- |
| 2014            | Česko           | SP-17           | 5  | 1 | 1 | 2 | 2  |
| 2014            | Česko 18        | MS-18           | 7  | 0 | 1 | 1 | 2  |
| 2015            | Česko 18        | MS-18           | 3  | 0 | 0 | 0 | 2  |
| 2016            | Česko 20        | MSJ             | 5  | 0 | 0 | 0 | 2  |
| 2023            | Česko           | MS              | 4  | 0 | 0 | 0 | 2  |
| Junioři celkově | Junioři celkově | Junioři celkově | 20 | 1 | 2 | 3 | 8  |
| Senioři celkově | Senioři celkově | Senioři celkově | 4  | 0 | 0 | 0 | 2  |